# Kościół św. Stanisława Biskupa Męczennika w Mokrsku
Kościół św. Stanisława Biskupa Męczennika – rzymskokatolicki kościół parafialny należący do parafii pod tym samym wezwaniem (dekanat Mokrsko archidiecezji częstochowskiej)

## Historia
Jest to murowana świątynia wzniesiona w 1626 roku. Następnie ta późnobarokowa budowla została w 1629 roku powiększona poprzez przedłużenie nawy – najpierw była to konstrukcja drewniana, a później murowana (mur ceglany). Do rozbudowy świątyni przyczynił się Aleksander Kożuchowski, sędzia grodzki krakowski. Część drewniana nawy została zastąpiona wtedy murem ceglanym. Sklepienie w prezbiterium zostało ozdobione późnorenesansową dekoracją sztukatorską w typie lubelsko-kaliskim. Kolejna rozbudowa świątyni została wykonana pod koniec XVIII wieku. Od strony zachodniej nadbudowana została wysoka wieża w stylu barokowym o wysokości 31 metrów, zwieńczona dachem hełmowym z latarnią.
Budowla posiada przypory. Okna kościoła są półkoliście zakończone. Prezbiterium jest nieco węższe w stosunku do nawy. Kościół nakryty jest dachami dwuspadowymi; na niższym znajduje się sygnaturka zwieńczona dachem hełmowym z latarnią. Oryginalnie kościół nakryty był gontem, obecnie pokrywa go dach ceramiczny. Prezbiterium i nawa do ambony zostały zbudowane z kamienia i są nakryte betonowymi sklepieniami kolebkowymi z lunetami. W nowszej, murowanej, wzniesionej z cegły części, obejmującej pozostałe nawy, są umieszczone drewniane stropy o pozornym sklepieniu kolebkowym.
Budowla w latach 1924–1925 i powojennych była remontowana. Konsekrowana została przez biskupa Zdzisława Golińskiego w dniu 19 kwietnia 1959 roku. Dzięki staraniom księdza Władysława Praskiego w 1971 roku zostały odnowiono ołtarze, a w 1972 roku – dwie wieże, natomiast w 1974 roku została dobudowana boczna kaplica.

## Wnętrze i wyposażenie
Świątynia posiada wyposażenie w stylu późnobarokowym. Ołtarze i ambona z bogatą snycerką powstały w II połowie XVIII wieku. Ciekawy jest ołtarz główny, ozdobiony obrazem św. Józefa z Dzieciątkiem. Z jego lewej i prawej strony są umieszczone rzeźby św. Anny i św. Joachima, a także wyeksponowane są okazałe postacie: Gabriela Archanioła i św. Michała przebijającego włócznią smoka. Górna część ołtarza jest zwieńczona owalnym obrazem, z wizerunkiem Trójcy Świętej w otoczeniu aniołów.
W lewym bocznym ołtarzu znajduje się obraz "NMP Niepokalanie Poczęta", z którego lewej i prawej strony są umieszczone rzeźby dwóch nierozpoznanych świętych (nie posiadają przynależnych im atrybutów)Ołtarz ukoronowany jest wizerunkiem Stwórcy siedzącego na kuli ziemskiej w towarzystwie dwóch putt i obłoków.
W środkowej części prawego ołtarza znajduje się obraz św. Stanisława (powstał w 1934 roku i jest dziełem Karola Dąbrowskiego). Z lewej i prawej strony obrazu usytuowane są rzeźby przedstawiające św. Antoniego z Dzieciątkiem Jezus oraz św. Jana Nepomucena z biretem na głowie, krzyżem i palmą w ręku. W górnej części ołtarza jest umieszczony obraz św. Tekli, powyżej którego znajduje się Duch Święty, ukazany pod postacią Oka Opatrzności.
Organy wybudowała firma Scheffler w 1791 roku.